# Breyer Zoltán
Breyer Zoltán (Budapest, 1963. december 29. – 2009. március 19.) magyar színész, szinkronszínész, gyártásvezető.

## Életpályája
1982-ben érettségizett a budapesti Madách Imre Gimnázium irodalmi-drámai tagozatán.
1982 és 1984 között a Nemzeti Színház Stúdiójában (ma Pesti Magyar Színiakadémia) tanult, Bodnár Sándornál. 1986-ig a Honvéd Művészegyüttes tagja volt, ezt követően szellemi szabadfoglalkozású színész.
1988-ban végzett a Budapesti Tanítóképző Főiskolán.
Alapító tagja az Országos Diákszínjátszó Egyesületnek. 2001 és 2008 között a budapesti József Attila Színházban játszott kisebb szerepeket. 13 éves korától szinkronizált.  A nagyközönség több, mint 200 filmben hallhatta. Többek között az Amerikai pite, a Dennis, a komisz, az "Adj rá kakaót, a "XXX", a "Mátrix" című filmekben, A magban, az Én és én meg az Irénben, de sokan ismerik a Cool túra Kyle-ja, illetve a Dragon Ball Krilinjeként is.
Több magyar filmben is feltűnt kisebb szerepekben. Így a Szomszédok,  a Kisváros, a Barátok közt és a Jóban Rosszban több epizódjában, a "Le a fejjel!" című mozifilmben, valamint az Ábel-trilógia középső részében.
Többször lehetett hallani a tematikus csatornák műsorain narrátorként.
A Breyer & Breyer Bt. tulajdonosaként éveken keresztül ő maga is segédkezett külföldi filmszinkronok munkálatainál, gyártásvezetőként is dolgozott.  Édesapja Breyer László, aki szintén színész volt.

## Sport
Színészi munkája mellett a Vasas labdarúgó-csapatának sajtófőnöke, a "Vasas hangja". 2008. május 27-én A "Vasas SC Örökös Tagja" kitüntetésben részesült.

## Írásai
Kisebb-nagyobb rendszerességgel jelentek meg írásai a "Magyar Virtus" oldalain.

## Halála
Bár régóta küzdött egészségi problémákkal (májátültetésre várt), 2009. március 19-én este váratlanul elhunyt.

## Színpadi szerepei
- Nebáncsvirág – Káplár
- Miller: Pillantás a hídról – Nyomozó 2
- Csehov: Cseresznyéskert – Vándorlegény
- Csiky Gergely: Kaviár – Nyüzüge alak

## Sorozatbeli szinkronszerepek

### Sorozatok
| Cím                        | Szerep            | Színész              |
| -------------------------- | ----------------- | -------------------- |
| Egy kórház magánélete      | Dr. Seth Griffin  | Bruce Greenwood      |
| Dilizsaruk                 | Kevin Goody       | James Dreyfus        |
| Kerge város                | Stuart Bondek     | Alan Ruck            |
| Hiperion öböl              | Nick Sweeny       | Dylan Neal           |
| Bűbájos boszorkák          | Jason Dean        | Eric Dane            |
| Szeretők és riválisok      | Roberto de la O   | Arath de la Torre    |
| Milagros                   | Pablo San Martín  | William Bell Taylor  |
| Az elit alakulat           | Roy Cobb          | Craig Heaney         |
| A homok titkai             | Dr. Munhoz        | Edwin Luisi          |
| Vadmacska                  | Rafael Granados   | Fernando Carrera     |
| Anita, a bűbájos bajkeverő | Ramiro Albornoz   | Giovan D'Angelo      |
| Cinecitta                  | Samuel            | Federico Palifici    |
| Lisa csak egy van          | Hugo Haas         | Hubertus Regout      |
| Zsákolók                   | Greg Marr         | Rick Peters          |
| Doc Martin                 | Al Large          | Joe Absolom          |
| Az elveszett szoba         | Wally Jabrowski   | Peter Jacobson       |
| Gyilkos körök              | Lorenzo Dallaglio | François Vincentelli |
| Második csók               | Luc               | Cristophe Rippert    |

### Anime, rajzfilm
| Cím                          | Szerep               | Színész                                       |
| ---------------------------- | -------------------- | --------------------------------------------- |
| Dragon Ball (anime)          | Krilin               | Tanaka Mayumi                                 |
| Dragon Ball Z                | Krilin               | Tanaka Mayumi                                 |
| InuYasha                     | Kavaramaru           | Sasaki Seiji                                  |
| Saolin leszámolás            | Gigi                 | Jeff Bennett                                  |
| Skunk Fu – Balhé a völgyben  | Nyuszi               | Paul Tylak                                    |
| Star Wars: A klónok háborúja | Barb Mentir          | James Arnold Taylor                           |
| Star Wars: A klónok háborúja | Robonino             | Dee Bradley Baker                             |
| W.I.T.C.H.                   | Blank                | Steven Blum                                   |
| Yu-Gi-Oh!                    | Kaiba Szeto          | Tsuda Kenjirou                                |
| Yu Yu Hakusho – A szellemfiú | Akashi               | Nishikawa Ikuo                                |
| Yu Yu Hakusho – A szellemfiú | Mitsunari Yanagisawa | Madono Mitsuaki                               |
| X-Men (rajzfilmsorozat 1992) | Remy LeBeau / Mágus  | Chris Potter (1992–1996), Tony Daniels (1997) |

## Film szinkronszerepei
| Cím                                              | Szerep          | Színész           |
| ------------------------------------------------ | --------------- | ----------------- |
| Piedone Hongkongban (2. változat)                | Aranykéz        | Francesco De Rosa |
| Holtak hajnala                                   | Andy            | Bruce Bohne       |
| Rém rom                                          | Csontos         | Jason Lee         |
| Amerikai pite                                    | Sherman         | Chris Owen        |
| A kukorica gyermekei 3. – A terjeszkedő gyökerek | Joshua Porter   | Ron Melendez      |
| Bajnokok reggelije(film)                         | Monte Rapid     | Owen Wilson       |
| A texasi láncfűrészes mészárlás                  | Stoppos         | Edwin Neal        |
| Sólyomasszony                                    | Phillipe Gaston | Matthew Broderick |
| Háborús játékok                                  | David Lightman  | Matthew Broderick |
| Cool túra                                        | Kyle Edwards    | DJ Qualls         |
| xXx                                              | Milan Sova      | Richy Müller      |
| A Sólyom végveszélyben                           | Chris Wexler    | Kim Coates        |
| Artúr király                                     | Horton          | Pat Kinevane      |
| Az őserdő hőse                                   | Max             | Greg Cruttwell    |
| Dennis, a komisz                                 | Henry Mitchell  | Robert Stanton    |
| Tűzparancs                                       | Cappy Matheny   | Joe Morton        |